# آذری‌های قزاقستان
| جمعیت قومیت آذربایجانی قزاقستان بر اساس سرشماری قومی دولتی |                   |                     |
| آمار                                                       | مردمان آذربایجانی | % از جمعیت قزاقستان |
| ۱۹۳۹                                                       | ۱۲٬۹۹۶            | ۰٫۲٪                |
| ۱۹۵۹                                                       | ۳۸٬۳۶۲            | ۰٫۴٪                |
| ۱۹۷۰                                                       | ۵۶٬۱۶۶            | ۰٫۴٪                |
| ۱۹۷۹                                                       | ۷۳٬۳۴۵            | ۰٫۵٪                |
| ۱۹۸۹                                                       | ۹۰٬۰۸۳            | ۰٫۵٪                |
| ۱۹۹۹                                                       | ۷۸٬۳۲۵            | ۰٫۵٪                |
| ۲۰۰۹                                                       | ۸۵٬۲۹۲            | ۰٫۵٪                |

آذربایجانی‌های قزاقستان (ترکی آذربایجانی: Qazaxıstan azərbaycanlıları) گروهی از اقوام آذربایجانی اردبیل ساکن در قزاقستان که به عنوان آذری‌های خارج از وطن شناخته می‌شوند، اینان به عنوان شهروند قزاقستان بر پایهٔ قومیت آذربایجانی شمارش می‌شوند؛ پیشینهٔ مهاجرت به قزاقستان را اهالی جمهوری سوسیالیستی آذربایجان شوروی تشکیل می‌دهند و سابقهٔ مهاجرتشان به دورانی بازمی‌گردد که هر دو کشور کنونی جمهوری آذربایجان و قزاقستان در یک قلمروی واحد به نام شوروی سابق و پیش‌تر امپراطوری روسیه بودند. گروه کوچکی از اقوام آذری ساکن در قزاقستان مربوط به آذربایجانی‌های ایرانی نیز می‌باشند که در دوران بلشویک‌ها به مناطق دوردست قزاقستان در همسایگی قرقیزستان تبعید شدند و همینک نیز در این کشور هویت خود را فراموش نکرده‌اند؛ و پس از طی چندین سال هنوز هم به امید بازگشت به وطن خود هستند و بیشتر در شهر مرکه سکونت دارند. بر اساس آخرین سرشماری قومی در قزاقستان در سال ۲۰۰۹ میلادی، اقوام آذربایجانی ۸۵٬۲۹۲ نفر معادل با ٪۰٫۵ از جمعیت کشور قزاقستان را تشکیل می‌دهند.